# Alphonse Arias
Alphonse Arias, né le 14 septembre 1948 à Saint-Girons, est un pêcheur sportif français de truites, ayant exercé la profession de cadre commercial en assurances. Il est auteur d'ouvrages sur la pêche à la ligne.

## Biographie
Il réside à Villeneuve-de-Rivière dans le Comminges.

## Palmarès
- Participation aux championnats du monde de pêche à la truite aux appâts naturels de 1995 à 1999 (capitaine en 1998-99);
- Vice-champion du monde de pêche à la truite aux appâts naturels en 1998;
- 3e des championnats du monde de pêche à la truite aux appâts naturels en 1994, 1995, 1996, et 1997;
- Quadruple champion de France par équipes de  pêche à la truite aux appâts naturels, en 1995, 1996, 1997, et 1998;
- Vice-champion des Pyrénées de pêche à la truite en 1976 (et 1er de la finale); 3e en 1975.

## Ouvrages
- Alphonse Arias, Le Guide Arias du vrai pêcheur de truites, 1988
- Alphonse Arias, Truite : toutes mes techniques aux appâts naturels, 2008
- Alphonse Arias et coll., Guide randos pêche en lacs de montagne - Pyrénées 30 idées balades, 2011, 256 p, éditions Alphonse Arias

...
- D'une rive à l'autre, Février 2022[1].